# Škart
Škart (z serbskiego skrawki) – belgradzka grupa artystyczna, założona w 1990 roku, przez dwóch studentów architektury, Dragana Proticia i Ðorđe Balmazovicia. Grupa działa w przestrzeni publicznej, podobnie, jak w Polsce Cezary Bodzianowski, Joanna Rajkowska, czy nurt sztuki krytycznej. Najgłośniejszą akcją grupy jest zorganizowanie amatorskiego chóru, rekrutującego się głównie z osób starszych, który wykonuje oficjalnie "zapomniane" piosenki z czasów komunistycznej Jugosławii. Nieoczekiwanie piosenki te budzą stare, wyparte sentymenty, Serbia bowiem nie podniosła się z transformacyjnego upadku. Dzięki staraniom grupy Škart amatorski chór z powodzeniem jeździł i koncertował po całym świecie.
Artyści nawiązują w swoich działaniach do poezji konkretnej. 